# Carl Julius Dryander

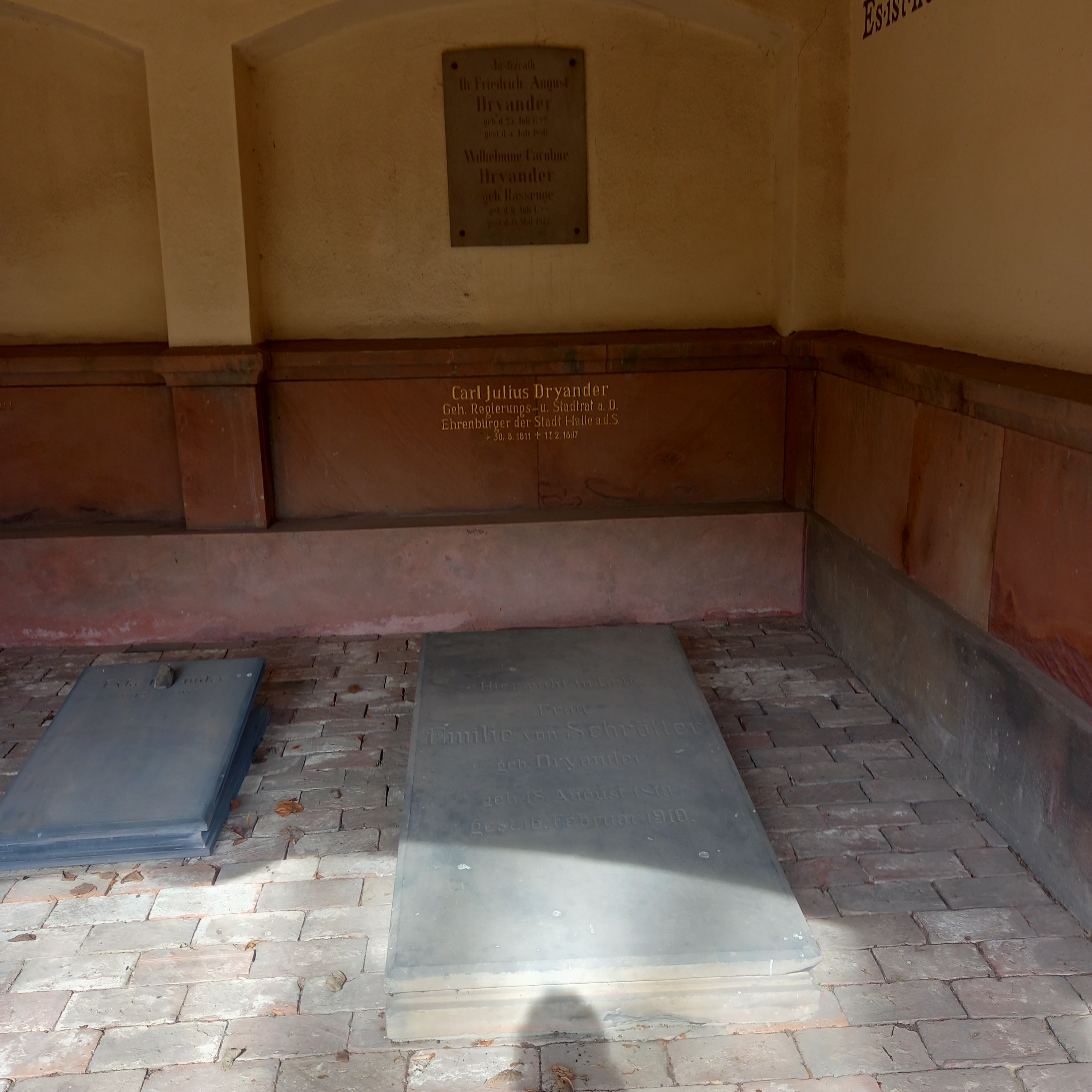
Das Grab von Carl Julius Dryander im Familiengrab auf dem Stadtgottesacker in Halle

Carl Julius Dryander (* 30. August 1811 in Halle (Saale); † 17. Februar 1897 ebenda) war ein deutscher Jurist und Abgeordneter.
Carl Julius Dryander stammt aus einer angesehenen hallischen Beamtenfamilie, die um die Wende des 17. Jahrhunderts aus Merseburg eingewandert war. Sein Großvater, Hofrat Dr. Hermann Benjamin Dryander, war Universitätssyndikus. Sein Vater, der Justizrat Dr. Friedrich August Dryander (1782–1850), war seit 1808 pfännerschaftlicher Syndikus und übernahm sieben Jahre später das bisher von seinem Vater verwaltete Amt an der Universität. Sein älterer Bruder war der Theologe Hermann Ludwig Dryander (1809–1880).
Carl Julius Dryander, der zweite Sohn der Familie, besuchte das Pädagogium der Franckeschen Stiftungen und studierte dann in Halle und Berlin Rechtswissenschaften. Nach den beiden Staatsexamen war er Obergerichtsassessor in Berlin. 1843 wurde er Syndikus der Franckeschen Stiftungen und blieb bis zum Jahre 1886 in dieser Funktion. Er war für die Verwaltung aller ökonomischen Belange der Stiftung zuständig. Insbesondere die gewerblichen Teile der Stiftung, die Buchhandlung, die Cansteinsche Bibelanstalt und die Buchdruckerei waren in seiner Amtszeit erfolgreich. Nach dem Tode seines Vaters im Jahre 1850 wurde er als dessen Nachfolger gleichzeitig zum Syndikus der Pfännerschaft ernannt.
Dryander war auch politisch aktiv. Ab 1846 gehörte er der Stadtverordnetenversammlung an und war ab 1851 unbesoldeter Stadtrat. Schwerpunkte seiner Arbeit waren die Entwicklung des Sparkassenwesens und die Verwaltung der Kirchenangelegenheiten. Für die Stadt Halle war er Abgeordneter im Provinziallandtag der Provinz Sachsen.
Am 19. Dezember 1892 wurde er zum Ehrenbürger von Halle ernannt. Die Dryanderstraße, gelegen in der südlichen Innenstadt, wurde nach seinem Vater, Friedrich August Dryander, benannt.
Das Erbbegräbnis der Familie Dryander befindet sich auf dem Stadtgottesacker im Bogen 41.